# محرك خطوي

المحرك الخطوي

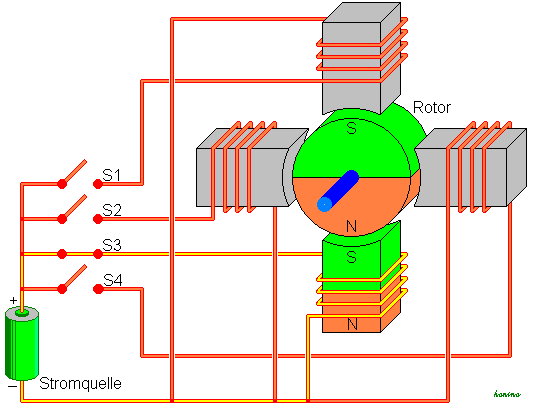
دائرة محرك خطوي بأربع خطوات لإتمام الدورة (أحادي القطب).

محرك خطوي (بالإنجليزية: Stepper motor)‏ هو محرك كهربائي يستخدم في الآلات الصغيرة التي تحتاج لدقة في تحكم بمحركاتها مثل الطابعة وقاطع الليزر إلخ. من أهم ميزات هذا النوع من المحركات هو القدرة على التحكم في عدد وسرعة دوراته وزاوية التوقف بدقة. يستخدم هذا المحرك أيضا في التطبيقات الروبوتية، نظراً لإمكانية التحكم في إيقافه عند زاوية محددة، ومما يميزه أيضا هو اعتماده على النظام الثنائي في التشغيل حيث يلاحظ أنه يخرج منه أربع أو خمس أسلاك تسمح له بتلقي تتابع معين.
على سبيل المثال إذا استقبل المحرك التتابع الآتي:0001 التي تكافيء 1 في النظام العشري فإنه سيتحرك بزاوية مقدارها 90 درجة في اتجاه دوران معين، أما في حال استقبال 1000 التي تكافيء 8 في النظام العشري فإنه يدور في الاتجاه المعاكس. فإذا أردت تحريك المحرك في اتجاه معين وليكن عكس عقارب الساعة سوف ترسل له تتابع كالآتي: (0001 - 0010 - 0100 - 1000). وإذا أرسلت عكس التتابع السابق سيدور المحرك باتجاه المعاكس تعرف هذه الطريقة تعرف باحادية القطب أو(unipoler) وتستخدم عندما يراد الحصول على دقة عالية بأقل طاقة ممكنة. وهناك طريقة ثانية تسمى ثنائية القطب أو(bipoler) والتي تستخدم للحصول على أعلى عزم دوران ممكن من المحرك، وهي كالاتي: (1100-0110-0011-1001) . وهناك طريقة أخرى للحصول على حركة باقل اهتزاز ممكن للمحرك وفي هذه الطريقة يتم دمج كل من الطريقتين السابقتين.

## طريقة عمله
- طريقة عمل محرك خطوي أحادي القطب:
جولة 1: يمر التيار في ملف المغناطيس الكهربي العلوي (1) فينجذب إليه أسنان الترس الحديدي الذي يكون عضو دوار . 
جولة 2: ينقطع التيار عن المغناطيس الكهربي العلوي (1) ، ويسر التيار في المغناطيس الكهربي الجانبي ي (2) , مما يجعل أسنان ترس العضو الدوار تنجذب إليه . هذا يؤدي إلى إدارة الترس بمقدار 3.6° طبقا لهذا النموذج. 
جولة 3: يسير التيار الكهربي في المغناطيس (3) فيدور العضو الدوار خطوة جديدة مقدارها 3.6° . 
جولة 4: ثم يسير التيار في المغناطيس الكهربي الرابع (4) ، فيدور العضو الدوار زاوية 3.6° أخرى . وعندما يمر التيار في ملف المغناطيس العلوي (1) يكون الدوار قد أنتقل بمقدار سنة واحدة .و نظرا لأنه يتكون من 25 سنة فإنه يكمل دورة كاملة بعد 100 خطوة، كما هو في هذا المثال.

يتكون المحرك الخطوي من محرك تيار مستمر من دون فرش لتوصيل التيار . وهو يقسم الدورة على عدد من الخطوات . ويمكن التحكم في وضع العضو الدوار فيه للحركة والتوقف عند تلك الخطوات . وهو لا يحتاج إلى مجسات أخرى تحدد حركته وتوقفه طالما يكون أجزائه والتيار المار فيها متوافقة بحيث تقوم بالغرض المطلوب .

## أشكاله

محرك خطوي بأربعة ملفات
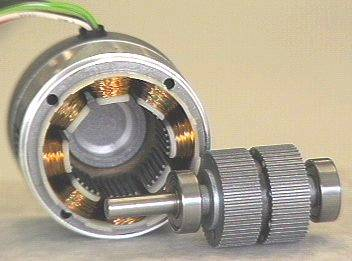
محرك خطوي بثمانية ملفات
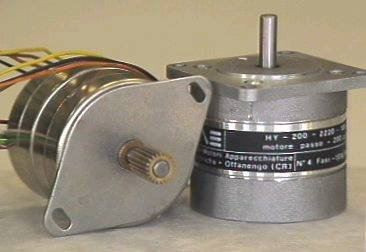
محركين خطوة فخطوة
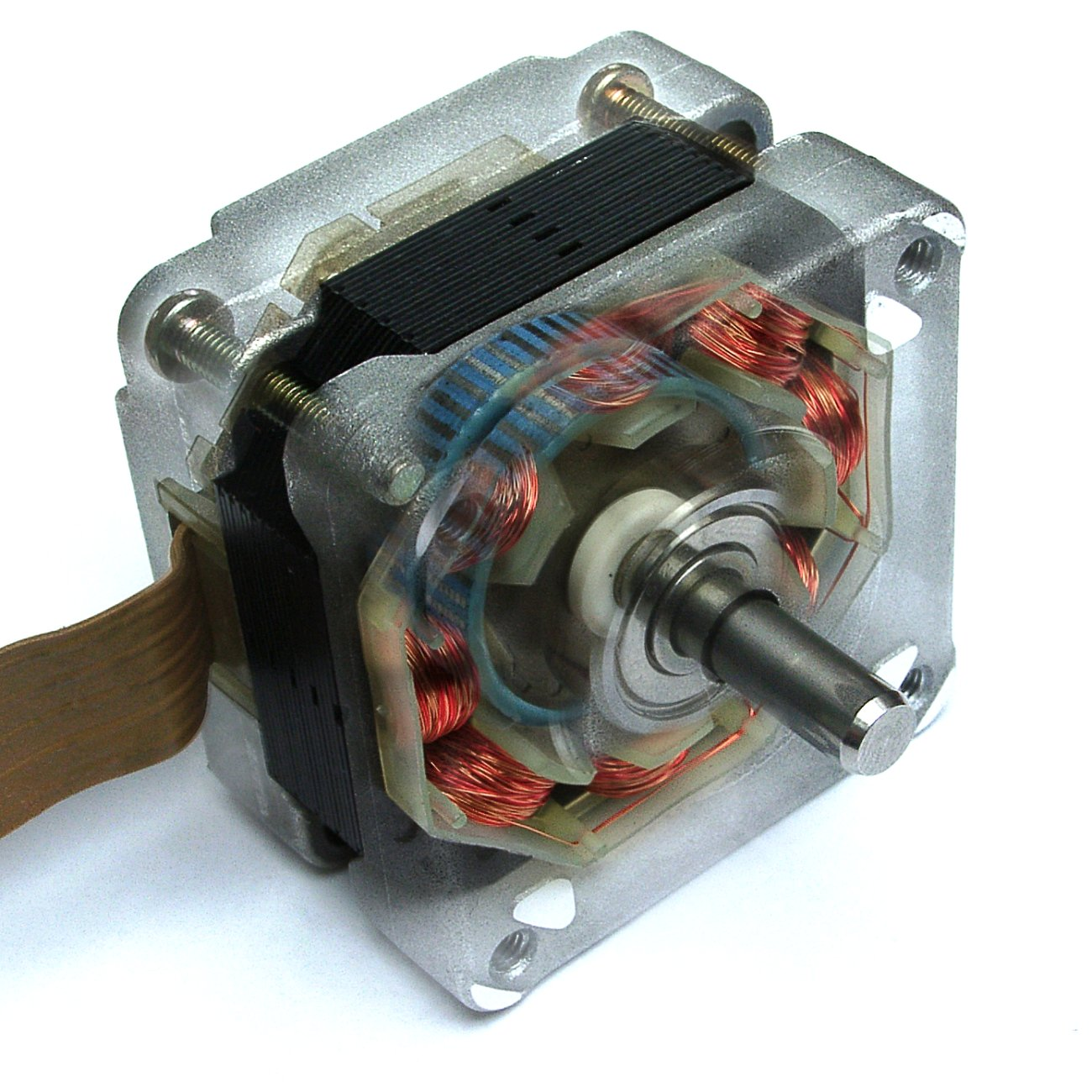
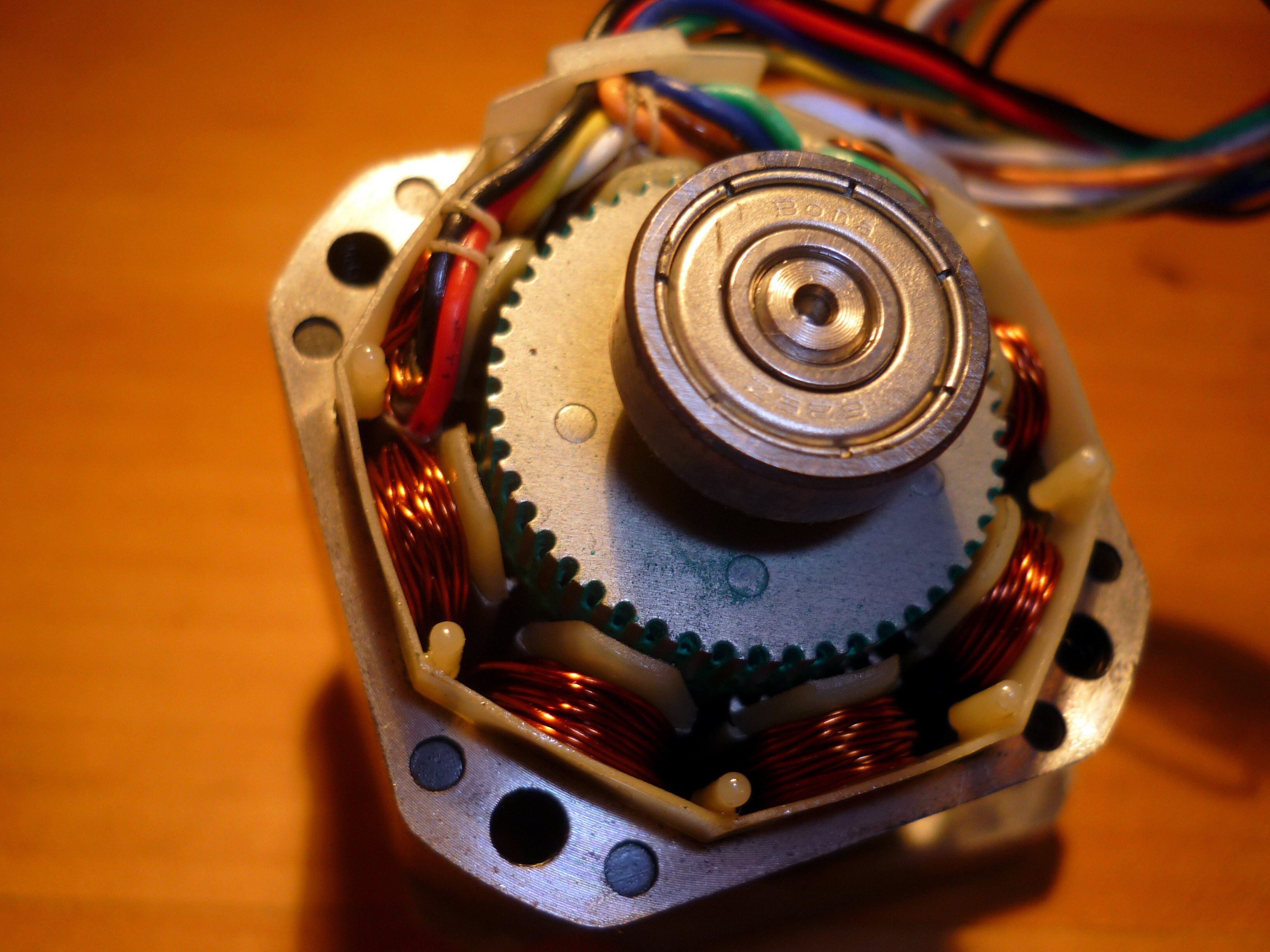
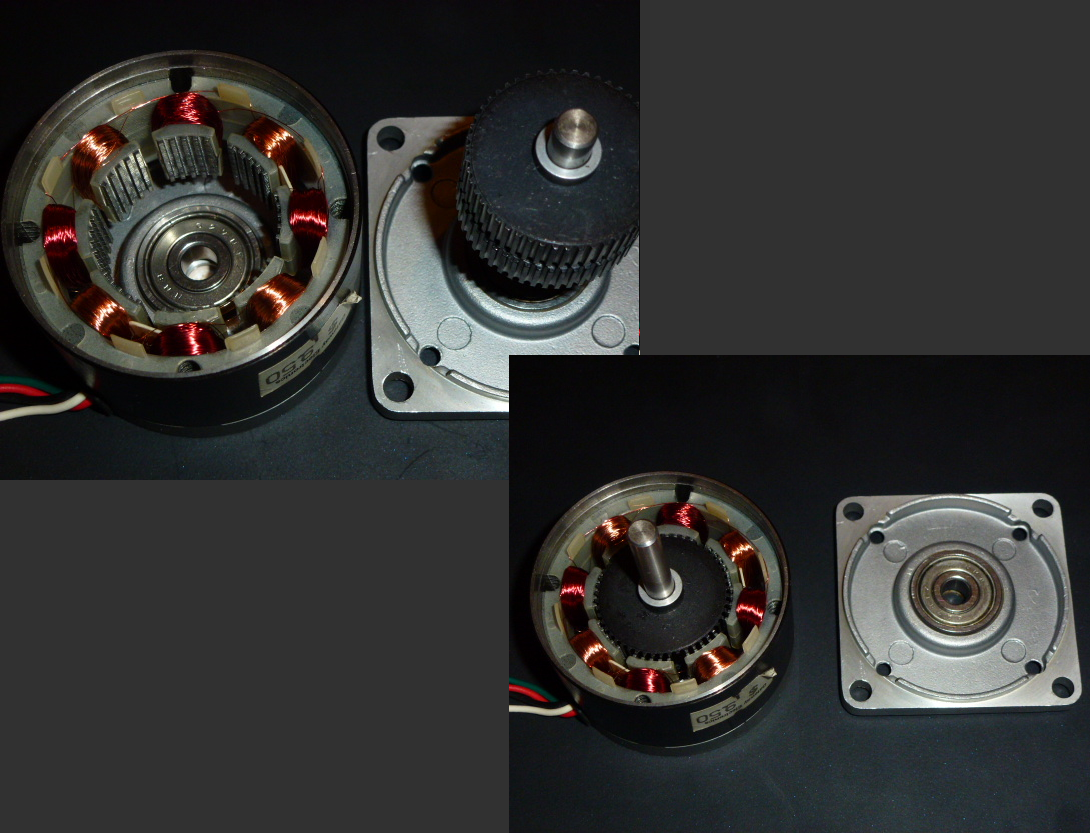
محرك خطوي ثنائي القطب

## اقرأ أيضا
- محرك كهربائي
- محرك الممانعة
- السيرفو